# Big Tyme
Big Tyme è il secondo album del gruppo hip hop statunitense Heavy D & the Boyz, pubblicato il 12 giugno 1989 e distribuito da MCA e Uptwon. L'album è accolto positivamente da critica e pubblico, raggiungendo la prima posizione nella classifica statunitense dedicata ai prodotti hip hop.
| Recensione       | Giudizio |
| ---------------- | -------- |
| AllMusic         | [ 2 ]    |
| Robert Christgau | B-       |

## Tracce
1. We Got Our Own Thang – 3:50 (musica: Teddy Riley)
2. You Ain't Heard Nuttin Yet – 4:28 (musica: DJ Eddie F)
3. Somebody for Me – 4:52 (musica: DJ Eddie F, Neville, Al B. Sure! (co-prod.), Heavy D (co-prod.))
4. Mood for Love – 5:27 (musica: DJ Eddie F, Heavy D (co-prod.), Pete Rock (co-prod.))
5. Ez Duz It, Do It Ez – 3:59 (musica: Marley Marl)
6. A Better Land – 4:54 (musica: Heavy D, DJ Eddie F (missaggio), Pete Rock (co-prod.))
7. Gyrlz, They Love Me – 4:52 (musica: Heavy D, Marley Marl)
8. More Bounce – 4:53 (musica: DJ Eddie F, Heavy D (co-prod.))
9. Big Tyme – 4:56 (musica: DJ Eddie F, Pete Rock (co-prod.))
10. Flexin' – 3:51 (musica: DJ Eddie F)
11. Here We Go Again, Y'All – 4:05 (musica: Marley Marl)
12. Let It Flow – 3:45 (musica: DJ Eddie F, Heavy D (co-prod.), Pete Rock (co-prod.))

Durata totale: 53:52

## Classifiche

### Classifiche settimanali
| Classifica (1989)         | Posizione massima |
| ------------------------- | ----------------- |
| Stati Uniti               | 19                |
| US Top R&B/Hip-Hop Albums | 1                 |